# Metod Pirih

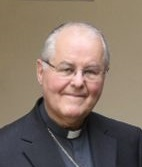
Metod Pirih (2016)

Metod Pirih (* 9. Mai 1936 in Lokovec; † 23. März 2021 in Vipava) war ein jugoslawischer bzw. slowenischer Geistlicher und römisch-katholischer Bischof von Koper.

## Leben
Metod Pirih, eines von acht Geschwistern, besuchte das Knabenseminar in Pazin. Er trat 1956 in das Priesterseminar von Ljubljana ein und schrieb sich an der Theologischen Fakultät der Universität ein und absolvierte auch seinen zweijährigen Militärdienst.  Am 29. Juni 1963 empfing er durch Erzbischof Jože Pogačnik die Priesterweihe für das Bistum Koper und war anschließend als Seelsorger tätig. Von 1974 bis 1976 absolvierte er ein Aufbaustudium in Spiritualität an der Päpstlichen Fakultät Teresianum in Rom und war Spiritual am Theologischen Seminar in Ljubljana. 1977 wurde er zudem Sekretär von Janez Jenko, Bischof von Koper. Bis 1984 war er außerdem in der Priesterausbildung tätig. 1984 wurde er Generalvikar im Bistum Koper. Zwischen 1984 und 1986 war er zudem Leiter des Pastoraldienstes in Koper und Pfarrverwalter der Pfarrei Podgorje.
Papst Johannes Paul II. ernannte ihn am 25. März 1985 zum Koadjutorbischof von Koper. Die Bischofsweihe spendete ihm der Bischof von Koper, Janez Jenko, am 27. Mai desselben Jahres in der Kathedrale von Koper; Mitkonsekratoren waren Franc Kramberger, Bischof von Maribor, und Alojzij Šuštar, Erzbischof von Ljubljana. „Ich vertraue dir“ wählte er als sein bischöfliches Motto.
Mit der Emeritierung von Bischof Janez Jenko am 16. April 1987 folgte er ihm als Bischof von Koper nach. Papst Benedikt XVI. nahm am 26. Mai 2012 sein aus Altersgründen vorgebrachtes Rücktrittsgesuch an. Er lebte zuletzt im Wohnheim des Diözesan-Gymnasiums in Vipava.
Pirih schrieb Artikel auf dem Gebiet der spirituellen Theologie und veröffentlichte mehrere Bücher mit spirituellem Inhalt; viele Gespräche mit Pirih wurden in Zeitungen sowie im Radio und Fernsehen verbreitet.

## Schriften
- Z veseljem služiti Bogu 1983
- Spreobrnite se in verujte evangeliju, 1997
- Pisma duhovnikom za veliki četrtek, 2006